# Π軌域

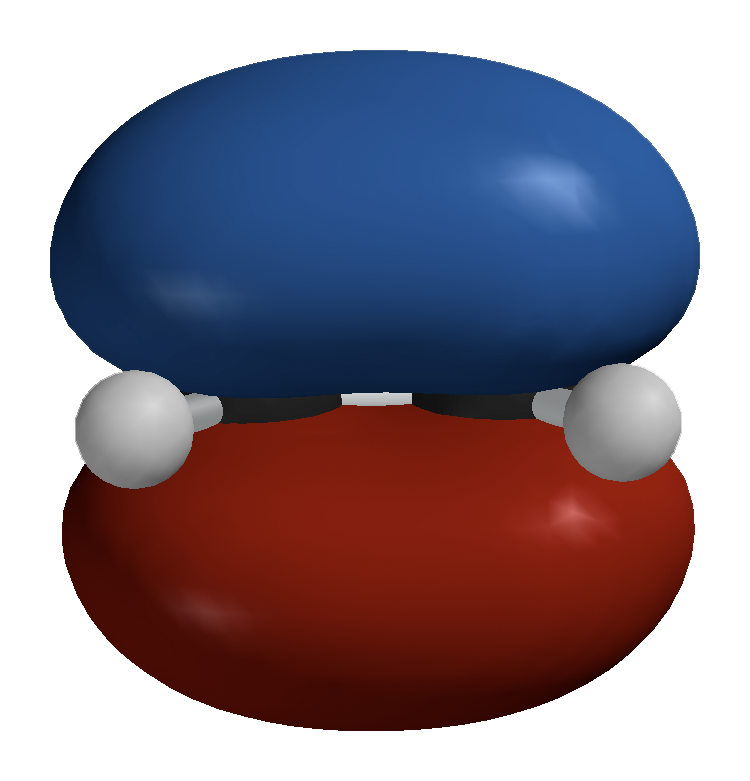
乙烯的π軌域模型

在化學與原子物理學中，π軌域（英語：π orbital）是一種分子軌域。是形成π鍵後所產生的分子軌域。π軌域是一種由軌域並肩重疊後所形成的新軌域。

## 結構

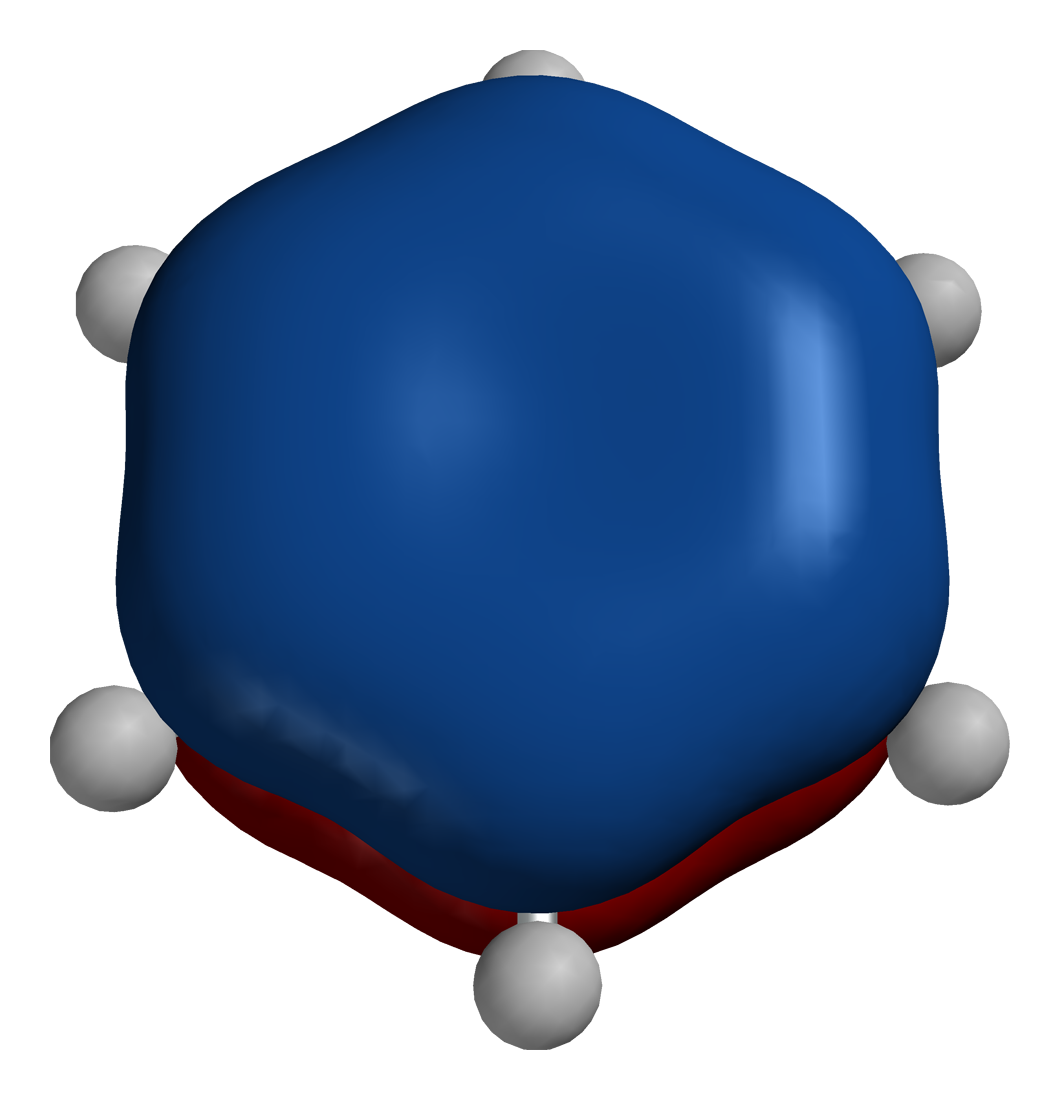
苯的π軌域呈環狀，但中心仍有電子分佈

π軌域是一種由軌域並肩重疊後所形成的分子軌域，除了s軌域無法形成π軌域，之外，大部分的軌域都可以形成π軌域，較常是由兩個pz軌域所形成，但實際上只要方向對了，無論是px或py都能形成π軌域。
π軌域可以有很多形狀，但都不與核軸成旋轉對稱，其形狀取決於他所形成的π鍵，例如:有共振時，π軌域就會變得較大較狹長，若是環狀的共振，則其π軌域呈環形。其能容納的電子數量也由其所形成的π鍵來決定，如乙烯內所形成的π軌域可容納下2個電子，而苯的π軌域呈環狀，可容下6個電子，這是因為共振使電子均勻分布而導致。
此外，在形成化學建的過程中，未混成的軌域有可能形成π軌域，如乙烯，碳上形成了sp2混成軌域，而未混成的p軌域則形成π軌域。

## 軌域能級

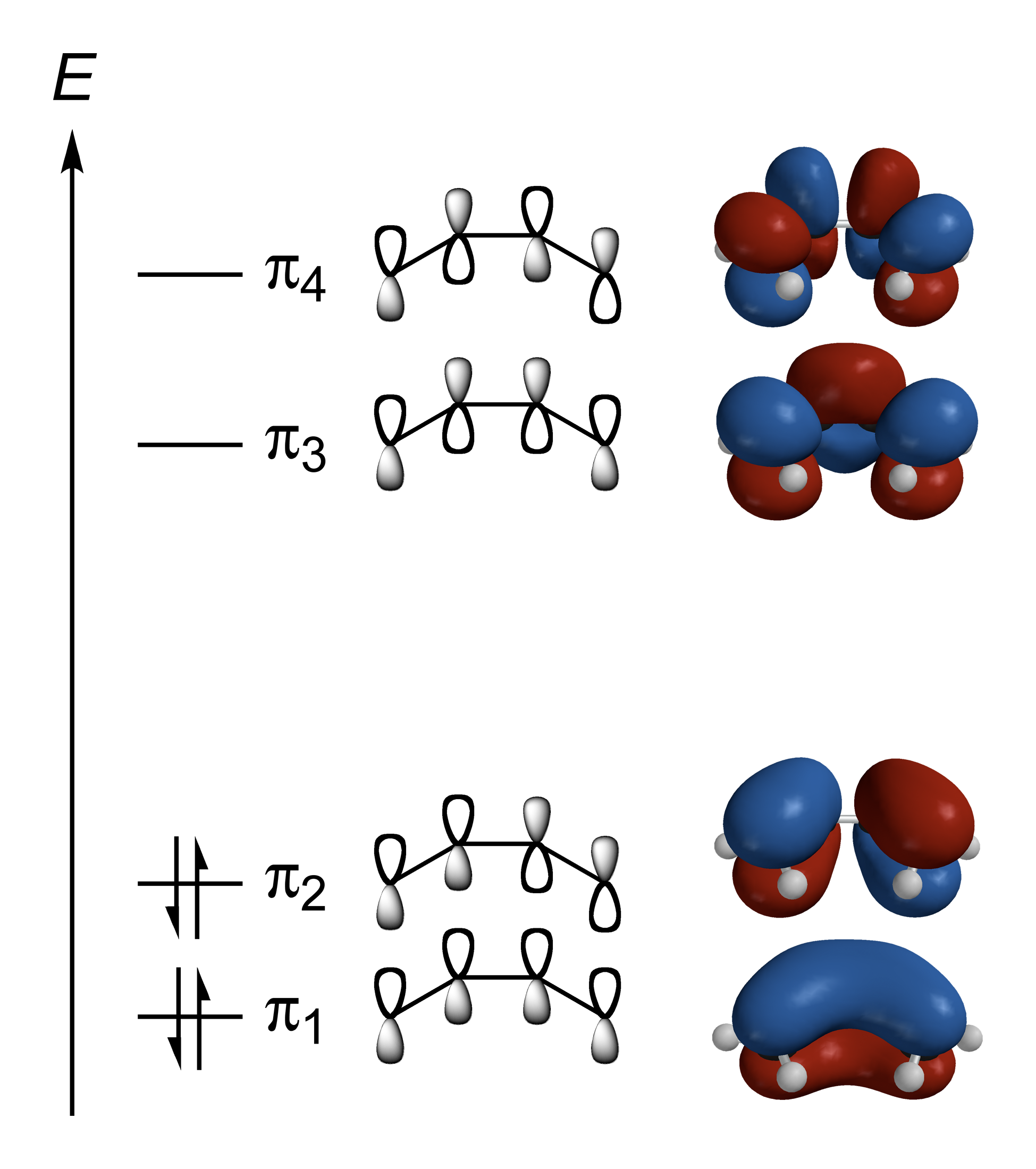
丁二烯中，不同能級的π軌域及其形狀。

根據休克爾方法，可得出不同能量的π軌域，不同能級的π軌域形狀不盡相同，電子會先從能量低的π軌域開始填入，例如丁二烯，其不同能級π軌域能量如下:
π4: +7.71713 eV
π3: +3.16186 eV (LUMO)
π2: −8.66624 eV (HOMO)
π1: −12.10962 eV
其電子會先從π1軌域開始填入，然後才填π2軌域，根原子軌域一樣，一種形狀只能填2個電子，且自旋互為相反數，因此整個π軌域，π3軌域和π4軌域兩個能級是空的，但要注意：此處的能級(繁體：能級)並非是電子殼層的能階(繁體：能階)。

## π*軌域
π*軌域是π軌域的反鍵軌域，當核間軸發生旋轉時會產生相位的變化。π*軌域類似於σ*軌域，在原子核之間也有一個波節。